# Pedioplanis undata
Pedioplanis undata är en ödleart som beskrevs av  Smith 1838. Pedioplanis undata ingår i släktet Pedioplanis och familjen lacertider. Inga underarter finns listade i Catalogue of Life.